# (17) Thetis
(17) Thetis ist ein Asteroid des inneren Hauptgürtels, der am 17. April 1852 vom deutschen Astronomen Karl Theodor Robert Luther an der Sternwarte Düsseldorf entdeckt wurde. Es war seine erste von insgesamt 24 Asteroidenentdeckungen während der folgenden 38 Jahre.
Der Asteroid wurde benannt nach der Meeresnymphe Thetis, der Frau von Peleus, König von Thessalien, Tochter von Nereus und Doris und Mutter von Achilleus. Die Benennung erfolgte durch Friedrich Wilhelm August Argelander, der auch das früher für den Asteroiden verwendete Symbol  vorschlug, „wodurch der der silberfüssigen Göttinn geheiligte Delphin angedeutet wird.“

## Wissenschaftliche Auswertung
Mit Daten radiometrischer Beobachtungen im Infraroten am Mauna-Kea-Observatorium auf Hawaiʻi vom Juni 1973 und am Cerro Tololo Inter-American Observatory in Chile von 1974 wurden für (17) Thetis erstmals Werte für den Durchmesser und die Albedo von 95 und 105 km bzw. 0,10 und 0,08 bestimmt. Aus Ergebnissen der IRAS Minor Planet Survey (IMPS) wurden 1992 Angaben zu Durchmesser und Albedo für zahlreiche Asteroiden abgeleitet, darunter auch (17) Thetis, für die damals Werte von 90,0 km bzw. 0,17 erhalten wurden. Eine Auswertung von Beobachtungen durch das Projekt NEOWISE im nahen Infrarot führte 2011 zu vorläufigen Werten für den Durchmesser und die Albedo im sichtbaren Bereich von 93,3 km bzw. 0,16. Ein Vergleich von Daten, die von 1978 bis 2011 an der Sternwarte Ondřejov in Tschechien und am Table Mountain Observatory in Kalifornien gesammelt wurden, mit den Daten von NEOWISE führte 2012 zu Werten für den Durchmesser und die Albedo von 93,3 km bzw. 0,14. Nachdem die Werte nach neuen Messungen mit NEOWISE 2012 auf 69,6 km bzw. 0,29 korrigiert worden waren, wurden sie 2014 auf 84,9 km bzw. 0,19 geändert. Mit einer Auswertung von zwei Sternbedeckungen durch den Asteroiden konnte in einer Untersuchung von 2020 ein mittlerer Durchmesser von 73,5 ± 4,5 km bestimmt werden.
Spektroskopische Untersuchungen vom 21. August 1993 am MDM Observatory in Arizona im visuellen Bereich und vom 15. August 2001 mit der Infrared Telescope Facility (IRTF) am Mauna-Kea-Observatorium wurden dahingehend ausgewertet, dass die Oberfläche von (17) Thetis aus einer Mischung aus Pyroxenen mit hohem und niedrigem Kalziumgehalt sowie Plagioklas besteht mit relativ geringen Mengen an Olivin.
Photometrische Beobachtungen von (17) Thetis fanden erstmals statt vom 28. März bis 19. April 1953 am McDonald-Observatorium in Texas. Aus den während vier Nächten aufgezeichneten Lichtkurven konnte für den Asteroiden eine Rotationsperiode von 12,275 h abgeleitet werden. Weitere Messungen vom 23. bis 25. Dezember 1955 konnten zwar nur ungenügend mit den früheren Ergebnissen kombiniert werden, es kam aber kein Zweifel an der zuvor bestimmten Rotationsperiode auf. Photometrische Beobachtungen vom 18. Juli bis 17. August 1977 am Institut für Astrophysik der Akademie der Wissenschaften der Tadschikischen SSR passten ebenfalls zu dieser Periode. Es konnten auch die unregelmäßigen Helligkeitsveränderungen bestätigt werden, die bereits 1955 aufgefallen waren, und der beobachtete Oppositionseffekt ließ vermuten, dass auf der Oberfläche von (17) Thetis transparente Kristalle oder Glaskügelchen vorkommen könnten, so wie dies auch auf dem Mond der Fall ist.
Aus den Daten der Beobachtungen in den Jahren 1953, 1955 und 1977 wurde in einer Untersuchung von 1986 eine vorläufige Bestimmung von zwei alternativen Lösungen für die Position der Rotationsachse sowie die Achsenverhältnisse eines dreiachsig-ellipsoidischen Gestaltmodells versucht. Weitere photometrische Beobachtungen des Asteroiden erfolgten vom 2. bis 28. September 1985 am Perth-Observatorium in Australien und am La-Silla-Observatorium in Chile, vom 23. September bis 15. November 1993 am Charkiw-Observatorium in der Ukraine, am Observatorium Belogradtschik und am Nationalen Astronomischen Observatorium Roschen, beide in Bulgarien, sowie vom 13. November 1994 bis 4. Februar 1995 in Charkiw und am Table Mountain Observatory in Kalifornien. Aus allen verfügbaren Lichtkurven wurde 1995 eine eindeutige Lösung für die Position der Rotationsachse mit retrograder Rotation und eine Periode von 12,2705 h bestimmt. Außerdem wurden die Achsenverhältnisse eines ellipsoidischen Gestaltmodells für den Asteroiden berechnet.
Mit den von 1953 bis 1995 archivierten Daten aus dem Uppsala Asteroid Photometric Catalogue (UAPC) wurde in einer Untersuchung von 2003 erstmals ein dreidimensionales Gestaltmodell des Asteroiden für zwei alternative Positionen der Rotationsachse mit prograder Rotation und eine Periode von 12,26603 h bestimmt. Das Modell erschien etwas länglich mit einigen planaren Merkmalen. Aus den UAPC-Daten wurde auch in einer Untersuchung von 2009 für den Asteroiden erneut ein dreidimensionales Gestaltmodell für zwei alternative Positionen der Rotationsachse mit prograder Rotation und eine Rotationsperiode von 12,26603 h berechnet. Durch die Auswertung von 16 Beobachtungen einer Sternbedeckung durch den Asteroiden am 21. April 2007 konnte dann in einer Untersuchung von 2011 von den zuvor bestimmten alternativen Rotationsachsen eine ausgeschlossen werden. Es wurde außerdem ein mittlerer Durchmesser von 77 ± 8 km bestimmt. Die Auswertung von 57 vorliegenden Lichtkurven führte in einer Untersuchung von 2016 erneut zur Erstellung eines dreidimensionalen Gestaltmodells mit einer eindeutigen Rotationsachse mit prograder Rotation und einer Periode von 12,26603 h.
Zwischen 2012 und 2018 wurden mit der All-Sky Automated Survey for Supernovae (ASAS-SN) auch photometrische Daten von 20.000 Asteroiden aufgezeichnet. Auf mehr als 5000 davon konnte erfolgreich die Methode der konvexen Inversion angewendet werden, darunter auch (17) Thetis, für die in einer Untersuchung von 2021 ein verbessertes dreidimensionales Gestaltmodell für zwei alternative Rotationsachsen mit prograder Rotation und einer Periode von 12,2660 h berechnet wurde.
Abschätzungen von Masse und Dichte für den Asteroiden (17) Thetis aufgrund von gravitativen Beeinflussungen auf Testkörper ergaben in einer Untersuchung von 2012 eine Masse von etwa 1,33·1018 kg, was mit einem angenommenen Durchmesser von etwa 83 km zu einer Dichte von 4,48 g/cm³ führte bei keiner Porosität. Diese Werte besitzen eine Unsicherheit im Bereich von ±33 %. Eine weitere Untersuchung von 2017 bestimmte die Masse von (17) Thetis zu etwa 0,90·1018 kg mit einer Unsicherheit von ±10 %.